# Les Femmes libres
Pour plus de détails, voir Fiche technique et Distribution.
Les Femmes libres (Prodigal Daughters) est un film américain réalisé par Sam Wood, sorti en 1923.

## Fiche technique
- Titre original : Prodigal Daughters
- Titre français : Les Femmes libres
- Réalisation : Sam Wood
- Scénario : Monte M. Katterjohn d'après un roman de Joseph Hocking (en)
- Photographie : Alfred Gilks
- Société de production : Paramount Pictures
- Pays de production : États-Unis
- Format : Noir et blanc - 1,33:1 - Film muet
- Genre : drame
- Durée : 60 minutes
- Date de sortie : 1923

## Distribution
- Gloria Swanson : Elinor 'Swifty' Forbes
- Ralph Graves : Roger Corbin
- Vera Reynolds : Marjory Forbes
- Theodore Roberts : J.D. Forbes
- Louise Dresser : Mme Forbes
- Charles Clary : Stanley Garside
- Robert Agnew : Lester Hodge
- Maude Wayne : Connie
- Eric Mayne : Dr Marco Strong
- Joseph Jiquel Lanoë : Juda Botanya